# Vašek Svoboda
Václav Vašek  Svoboda (Mělník, 12 januari 1990) is een Tsjechisch voetballer die als middenvelder speelt.
Svoboda speelde in de jeugd bij Sparta Praag, als laatste voor het tweede team in de ČFL, voordat hij in de zomer van 2010 na een geslaagde proefperiode bij BV Veendam kwam. Hij debuteerde op 27 augustus in de uitwedstrijd tegen FC Zwolle. In de zomer van 2011 verliet hij Veendam na vier wedstrijden in de Eerste divisie. Vervolgens speelde hij voor Meteor Praag. In het seizoen 2014/15 komt hij uit voor SK Zápy in de ČFL.